# The Best Oz
The Best Oz es un álbum recopilatorio de la banda Mägo de Oz.
Este recopilatorio contiene tres discos, un DVD y un libreto de 42 páginas lleno de fotos. Fue puesto a la venta junto a Rock 'n' Oz que es una versión simple de dos discos, más un libreto de 28 páginas con todas sus letras.
The Best Oz y Rock 'n' Oz fueron producidos en forma de protesta al disco Rarezas, el cual fue lanzado sin autorización de la banda por su anterior discográfica Locomotive Music.

## Lista de canciones
| CD 1 (Singles) |                                                  |                         |          |  |
| N.º            | Título                                           | Disco original          | Duración |  |
| 1.             | «Molinos de viento» (Nueva versión)              | La leyenda de La Mancha | 4:09     |  |
| 2.             | «La costa del silencio»                          | Gaia                    | 4:41     |  |
| 3.             | «Fiesta pagana»                                  | Finisterra              | 4:54     |  |
| 4.             | «La danza del fuego»                             | Finisterra              | 5:14     |  |
| 5.             | «El lago» (Versión de La bruja)                  | Mägo de Oz              | 4:24     |  |
| 6.             | «El atrapasueños»                                | Gaia                    | 4:20     |  |
| 7.             | «La rosa de los vientos»                         | Gaia                    | 4:17     |  |
| 8.             | «El que quiera entender que entienda»            | Finisterra              | 7:30     |  |
| 9.             | «Hoy toca ser feliz»                             | Gaia II: La voz dormida | 4:20     |  |
| 10.            | «La posada de los muertos»                       | Gaia II: La voz dormida | 4:44     |  |
| 11.            | «Diábulus in música»                             | Gaia II: La voz dormida | 4:45     |  |
| 12.            | «Hasta que tu muerte nos separe» (Nueva versión) | Jesús de Chamberí       | 5:51     |  |
| 13.            | «Hasta que el cuerpo aguante»                    | Finisterra              | 4:31     |  |
| 14.            | «El cantar de la luna oscura» (Nueva versión)    | Jesús de Chamberí       | 5:14     |  |

| CD 2 (Folk metal) |                                     |                         |          |  |
| N.º               | Título                              | Disco original          | Duración |  |
| 1.                | «Jesús de Chamberí» (Nueva versión) | Jesús de Chamberí       | 8:47     |  |
| 2.                | «Van a rodar cabezas»               | Gaia                    | 6:42     |  |
| 3.                | «El santo grial»                    | La leyenda de La Mancha | 5:10     |  |
| 4.                | «Satania»                           | Finisterra              | 8:15     |  |
| 5.                | «La leyenda de La Mancha»           | La leyenda de La Mancha | 4:19     |  |
| 6.                | «Gaia»                              | Gaia                    | 11:04    |  |
| 7.                | «Maritornes»                        | La leyenda de La Mancha | 4:21     |  |
| 8.                | «El paseo de los tristes»           | Gaia II: La voz dormida | 5:21     |  |
| 9.                | «Astaroth»                          | Finisterra              | 6:30     |  |
| 10.               | «Réquiem»                           | La leyenda de La Mancha | 8:11     |  |

| CD 3 (Rarezas auténticas) |                                                                             |                                      |          |  |
| N.º                       | Título                                                                      | Fuente                               | Duración |  |
| 1.                        | «Noches de bohemia» (Cover: Navajita Plateá - Noches de Bohemia)            | Canción nueva                        | 3:45     |  |
| 2.                        | «Para ella» (Voz Juanma Cover:Fernando Ubiergo - Cuando agosto era 21)      | Maqueta 1990                         | 4:21     |  |
| 3.                        | «Brisa de otoño» (Voz Juanma)                                               | Maqueta 1990                         | 4:08     |  |
| 4.                        | «Por volver a tenerte» (Voz de Juanma Cover: Fausto - Por volver a tenerte) | Maqueta 1989                         | 3:10     |  |
| 5.                        | «El tango del donante» (Voz Juanma)                                         | Maqueta 1992                         | 5:34     |  |
| 6.                        | «Domingo de gramos» (Voz Juanma)                                            | Maqueta 1995                         | 3:53     |  |
| 7.                        | «Jesús de Chamberí» (Voz Juanma)                                            | Maqueta 1995                         | 7:51     |  |
| 8.                        | «El ángel caído» (Voz Auri)                                                 | Maqueta finales de 1995              | 4:45     |  |
| 9.                        | «La canción de Pedro» (Voz Auri)                                            | Maqueta finales de 1995              | 4:57     |  |
| 10.                       | «Al-Mejandría» (Voz Txus)                                                   | Maqueta finales de 1995              | 4:24     |  |
| 11.                       | «Memoria da noite» (Cover: Luar na Lubre - Memoria da noite)                | Single Hoy toca ser feliz            | 5:50     |  |
| 12.                       | «Sueños diabólicos» (Instrumental Cover: Labanda)                           | Single Hoy toca ser feliz            | 2:58     |  |
| 13.                       | «La fina» (Voz Txus Cover: Leño - La fina)                                  | Prueba de sonido; Las Ventas 2006    | 4:30     |  |
| 14.                       | «Take on me» (Cover: A-ha - Take on Me)                                     | Single Diábulus in música            | 5:09     |  |
| 15.                       | «Como un huracán» (Voz Txus Cover: Burning - Como un huracán)               | Canción nueva                        | 4:32     |  |
| 16.                       | «Adiós Dulcinea»                                                            | El cementerio de los versos perdidos | 7:08     |  |

### DVD
1. Te esnucaré contra´l bidé - La bruja (Videoclip Oficial) [1997]
2. Molinos de viento - La leyenda de La Mancha (Videoclip Oficial) [1998]
3. Fiesta pagana - Finisterra (Videoclip Oficial) [2000]
4. La costa del silencio (Madrid Las Ventas) [2004]
5. La rosa de los vientos - Gaia (Videoclip Oficial) [2003]
6. La posada de los muertos - Gaia II: La Voz dormida (Videoclip Oficial) [2005]
7. Hoy toca ser feliz - Gaia II: La Voz dormida(Videoclip Oficial) [2005]
8. Diabulus in música - Gaia II: La Voz dormida (Videoclp Oficial) [2005]
9. Documental + Gira por América

## Ventas
The Best Oz y Rock 'n' Oz consiguieron ser disco de oro  con más de 45.000 copias vendidas